# Kożuchy Wielkie
Kożuchy Wielkie (niem. Groß Kosuchen) – wieś w Polsce, położona w województwie warmińsko-mazurskim, w powiecie giżyckim, w gminie Giżycko.

## Nazwa
16 lipca 1938 r. niemieckie władze nazistowskie podczas akcji germanizacyjnej historycznych nazw lokalnych w miejsce nazwy Groß Kosuchen wprowadziły nazwę Allenbruch. 12 listopada 1946 r. nadano miejscowości polską nazwę Kożuchy Wielkie.

## Historia
W 1933 r. w miejscowości mieszkało 520 osób, a w 1939 r. – 483 osoby.
W okresie międzywojennym w granicach Prus Wschodnich.
W latach 1975–1998 miejscowość należała administracyjnie do województwa suwalskiego.
We wsi był przystanek kolejowy Kożuchy Wielkie.